# Tyree Glenn at the Roundtable
| Recensione | Giudizio |
| ---------- | -------- |
| AllMusic   | [ 3 ]    |

Tyree Glenn at the Roundtable è un album discografico Live di Tyree Glenn, pubblicato dalla casa discografica Roulette Records nel gennaio del 1959.
L'album contiene l'esibizione dal vivo registrato al The Roundtable, supper-club dell'East Side di New York.

## Tracce

### LP
Lato A
1. Teach Me Tonight – 2:27 (Sammy Cahn, Gene de Paul)
2. Sunday – 3:29 (Ned Miller, Jule Styne, Benny Krueger, Chester Conn)
3. Just a Wearyin' for You – 2:12 (Frank Lebby Stanton, Carrie Jacobs-Bond)
4. There Will Never Be Another You – 3:43 (Mack Gordon, Harry Warren)
5. All of Me – 2:38 (Seymour Simons, Gerald Marks)
6. Royal Garden Blues – 3:33 (Clarence Williams, Spencer Williams)

Lato B
1. Wonder Why – 2:33 (Sammy Cahn, Nicholas Brodszky)
2. Dear Old Southland – 2:25 (Henry Creamer, Turner Layton)
3. Them There Eyes – 2:27 (Maceo Pinkard, William Tracey, Doris Tauber)
4. Sweet and Lovely – 2:58 (Gus Arnheim, Harry Tobias, Jules Lemare (Charles N. Daniels))
5. Marcheta – 3:48 (Victor Schertzinger)
6. Limehouse Blues – 3:20 (Douglas Furber, Philip Braham)

## Musicisti
- Tyree Glenn – trombone
- Tyree Glenn – vibrafono (brani: There Will Never Be Another You / Them There Eyes / Limehouse Blues)
- Hank Jones – pianoforte
- Mary Osborne – chitarra
- Tommy Potter – contrabbasso
- Jo Jones – batteria

Note aggiuntive
- Rudy Traylor – produttore
- Melvin Sokolsky – foto copertina album originale[4]